# 士官生叛亂
士官生叛亂是十月革命后武装抵抗俄国布尔什维克政府建立的第一次尝试。据苏联史学记载，这是军校学员的反革命行动，是克伦斯基-克拉斯诺夫起义起义的一部分。